# Ectopria reticulata
Ectopria reticulata är en skalbaggsart som beskrevs av Champion 1897. Ectopria reticulata ingår i släktet Ectopria och familjen Psephenidae. Inga underarter finns listade i Catalogue of Life.